# Zigbee
Zigbee is een open standaard voor draadloze verbindingen tussen apparaten op korte afstand. Het is bedoeld als aanvulling op Bluetooth en Wi-Fi. Het wordt gebruikt voor het doorsturen van sensorgegevens bijvoorbeeld betreffende de gezondheid van een patiënt, of beweging/aanwezigheid van mensen in een ruimte en voor besturing van apparaten. Een Zigbee-verbinding is zeer robuust maar de bandbreedte en de transmissiesnelheid zijn in vergelijking met Bluetooth-, Wi-Fi- en andere draadloze verbindingen, gering. Zigbee is ontworpen voor toepassingen in de domotica, bijvoorbeeld om in een woning of een gebouw met minimale middelen op afstand de dimmers en de aan/uit-schakelaars van de verlichting te bedienen.

## Algemeen
Zigbee wordt veel toegepast in domotica. Toepassingen van Zigbee gaan van afstandsbedieningen tot communicatie tussen machines in een fabriek.
Praktijkvoorbeelden van Zigbee:
- Zigbee lampbediening: het licht bedienen op afstand
- Draagbare noodknop: mensen met een slechte gezondheid kunnen met een simpele druk op de knop de hulpdiensten verwittigen via de telefoonlijn
- Deur- en raambeveiliging
- Zigbee brievenbusdetector: detecteert of er post is geleverd in de brievenbus, handig tegen diefstal
- Computer met Zigbee bedieningknoppen: apparaten met software waarmee het huis wordt geautomatiseerd

De Zigbee standaard wordt beheerd door de Connectivity Standards Alliance (CSA), voorheen de Zigbee Alliance. Deze alliantie heeft een aantal bekende promotors zoals Motorola, Philips, Samsung en Siemens.

## Protocollen
Zigbee is gebaseerd op de IEEE 802.15.4-standaard. De standaard definieert de fysieke en MAC-laag van het OSI-model. De lagen boven de specificatie van 802.15.4 noemt men de Zigbee-standaard. Deze zijn een uitbreiding op de 802.15.4-specificatie.
De fysieke laag is de onderste laag en bestaat uit twee fysieke deellagen, die elk werken op een aparte frequentieband, respectievelijk 869/915 MHz en 2,4 GHz. De laag gebruikt Direct Sequence Spread Spectrum (DSSS) om de frequentiebanden te verdelen in verschillende kanalen: 2.402-2.480 GHz in 16 kanalen, 915 MHz in 10 kanalen en 868 MHz in één kanaal. De fysieke laag voorziet twee diensten: PHY data service en PHY management service. De PHY dataservice maakt het zenden en ontvangen van zogenaamde PHY protocol data units (PPDU) over een kanaal mogelijk. De eigenschappen van de fysieke laag zijn activatie en deactivatie van de radio zender/ontvanger, energiedetectie, kanaalselectie, link quality indication (LQI), verzenden en ontvangen van pakketten.
De MAC-laag voorziet toegang tot het radiokanaal door gebruik te maken van Carrier Sense Multiple Access met een collision avoidance mechanisme (CSMA/CA). De MAC-laag voorziet in ondersteuning van het verzenden van beacon frames, netwerksynchronisatie en betrouwbare transmissie. De MAC-laag voorziet in twee diensten: MAC dataservice en MAC management. De MAC dataservice maakt het zenden en ontvangen van MAC protocol data units (MPDU) over de PHY dataservice mogelijk. De eigenschappen van de MAC-laag zijn beacon management, kanaaltoegang, GTS-management, acknowledged frame delivery, association en disassociation.
De netwerklaag zorgt voor het zenden en ontvangen van data van en naar de applicatielaag. De netwerklaag is verantwoordelijk voor opstarten van een netwerk, lidmaatschap van het netwerk verlenen en ontnemen, configureren van een nieuw toestel, adressen toekennen aan toestellen die in het netwerk komen, synchronisatie, veiligheid toevoegen aan uitgaande frames en weghalen bij ontvangst en routing. Men kan met Zigbee drie soorten netwerken opbouwen: cluster, ster en boomstructuur.
De applicatielaag bestaat uit drie delen: Application Support Sublaag (APS), Zigbee Device Object (ZDO) en Application Framework (AF). De APS sublaag is verantwoordelijk voor het bijhouden van tabellen voor ‘binding’, dit is nodig om twee apparaten op elkaar af te stellen, gebaseerd op hun diensten en behoeften, en het doorsturen van berichten tussen deze apparaten. Een andere taak van APS is discovery, dus het zoeken van andere apparaten in de nabijheid van een apparaat. ZDO zorgt voor het definiëren van de rol van een apparaat in het netwerk en het opstellen van een veilige verbindingbtussen de netwerkapparaten.

## Zigbee vergeleken met Bluetooth, Wi-Fi en Z-Wave
De transmissiesnelheid van Zigbee is aanzienlijk lager dan die van Wi-Fi en Bluetooth, dit omdat Zigbee ontwikkeld is met als doel een laag energieverbruik te hebben. Een Zigbee-netwerk kan uit veel apparaten bestaan, hierdoor wordt het bereik van het netwerk ook vergroot omdat de apparaten informatie aan elkaar doorgeven tot aan de coördinator (Vermaasd netwerk). 
|                  | Zigbee                                                       | Bluetooth     | Wi-Fi                  | Z-Wave         |
| ---------------- | ------------------------------------------------------------ | ------------- | ---------------------- | -------------- |
| Standaard        | IEEE 802.15.4                                                | IEEE 802.15.1 | IEEE 802.11 a, b, g, n |                |
| Frequentieband   | 2,4 GHz, 868 / 915 MHz                                       | 2,4 GHz       | 2,4 GHz, 5 GHz         | 868 / 915 MHz  |
| Protocol stack   | ~ 20 kbit                                                    | ~ 1 Mbit      | ~ 1 Mbit               |                |
| Datasnelheid     | - 250 kb/s (2,4 GHz) - 40 kb/s (915 MHz) - 20 kb/s (868 MHz) | 1-3 Mbps      | 11 - 105 Mbps          |                |
| Industriegroep   | Connectivity Standards Alliance (CSA)                        | Bluetooth SIG | Wi-Fi Alliance         | ZWave alliance |
| Netwerktopologie | Point to point, Ster, Boomstructuur, Mesh                    | Ster          | Point to point, Ster   | Mesh           |
| Aantal kanalen   | - 16 (2,4 GHz) - 10 (915 MHz) - 1 (868 MHz)                  | 79            | 11-14                  |                |
| Bereik           | 10-70m                                                       | 10m           | 10-100m                | 30m            |
| Aantal systemen  | 65.536 (Theoretisch)                                         | 8             | 32                     | 232            |
| Beveiliging      | 128 AES                                                      | ?             | RC4, AES, TKIP         |                |

## Netwerkcomponenten
Een Zigbee-netwerk wordt meestal een thuisnetwerk (HAN) of een PAN (Personal Area Network) genoemd en bestaat uit een coördinator, een of meer eindtoestellen en een of meer routers.
Er zijn drie verschillende Zigbee-toestellen:
- Zigbee-coördinator (ZC): de coördinator vormt het beginpunt van de netwerkvertakking. Er is één Zigbee-coördinator per netwerk. Hij is verantwoordelijk voor de interne werking van het netwerk. De coördinator zet een netwerk op met een gegeven PAN-identifier.
- Zigbee Router (ZR): de router gaat op zoek naar een netwerk om daar lid van te worden. De router kan ook gebruikt worden voor coördinatie in het netwerk.
- Zigbee End Device (ZED):  ontvangt en verzendt berichten op de netwerklaag.